# 4256 Кагамігава
4256 Кагамігава (4256 Kagamigawa) — астероїд головного поясу, відкритий 3 жовтня 1986 року.
Тіссеранів параметр щодо Юпітера — 3,552.